# Гектор Барбосса
Капітан Гектор Барбосса — вигаданий персонаж, пірат і один з головних героїв кінофраншизи «Пірати Карибського моря». Упродовж всієї серії він представлений як більш темний та злий антипод капітана Джека Горобця.
У фільмі «Пірати Карибського моря: Прокляття «Чорної перлини»» Гектор Барбосса представлений як головний антагоніст та нежить, в кінці якого він помирає від кулі Джека Горобця. 
В кінці другої частини «Пірати Карибського моря: Скриня мерця» показано що він ожив і погоджуєтся допомогти головним героям врятувати Джека.
У третьому фільмі «Пірати Карибського моря: На краю світу» Барбосса допомагає Віллу Тернеру та Елізабет Свонн врятувати Джека з пастки Деві Джонса, щоб отримати від нього песо і звільнити з його допомогою богиню Каліпсо. В кінці фільму Барбосса викрадає «Чорну перлину», проте з'ясовує що основну частину стародавньої китайської мапи, яка веде на край світу до джерела вічної молодості, вирізана Джеком і знаходиться у нього.
У четвертій частині з'ясовуєтся що Гектор Барбосса перебуває корсаром на службі Георга II і втратив ногу, яку він відрубав собі щоб звільнитись від мотузки Чорної Бороди. Барбосса очолює експедицію до священного джерела. В кінці він стає капітаном колишнього корабля Чорної Бороди «Помста королеви Анни».    
Рік потому, у «Піратах Карибського моря: Помста Салазара» Гектор Барбосса вже володіє власним флотом з 10 кораблів. Він розбагатів, носить дороге вбрання і золотий протез ноги. Також з'ясовується що у нього є донька — Каріна. У фіналі Барбосса жертвує собою, щоб врятувати її життя від наближення Салазара. Каріна, дізнавшись що він був її батьком, бере собі прізвище Барбосса.

## Інше
Роль Гектора Барбосси в усіх частинах франшизи зіграв австралійський актор Джеффрі Раш. Українською мовою його дублював актор Костянтин Лінартович.
Своє ім'я Гектор Барбосса отримав на честь османського адмірала Хайра ад-Дін Барбаросса.